# Pi2 Ursae Minoris
Título a ser usado para criar uma ligação interna é Pi2 Ursae Minoris.
Pi2 Ursae Minoris (18 Ursae Minoris) é uma estrela na direção da constelação de Ursa Minor. Possui uma ascensão reta de 15h 39m 38.72s e uma declinação de +79° 58′ 59.2″. Sua magnitude aparente é igual a 6.89. Considerando sua distância de 384 anos-luz em relação à Terra, sua magnitude absoluta é igual a 1.54. Pertence à classe espectral F2.